# Actaecia euchroa
Actaecia euchroa är en kräftdjursart som beskrevs av James Dwight Dana 1853. Actaecia euchroa ingår i släktet Actaecia och familjen Actaeciidae. Inga underarter finns listade i Catalogue of Life.